# Gardenia subcarinata
Gardenia subcarinata är en måreväxtart som först beskrevs av Edred John Henry Corner, och fick sitt nu gällande namn av Y.W.Low. Gardenia subcarinata ingår i släktet Gardenia och familjen måreväxter.

## Underarter
Arten delas in i följande underarter:
- G. s. subcarinata
- G. s. sumatrana